# PL-01
O PL-01 foi um veículo de combate blindado polonês criado pela OBRUM com o auxílio da BAE Systems, baseado no carro de combate leve sueco CV90120-T. O conceito foi mostrado pela primeira vez na Exposição Internacional da Indústria de Defesa em Kielce no dia 2 de Setembro de 2013. Com o programa tendo sido aprovado, a produção em massa deveria ter iniciado em 2018.
O projeto foi formalmente cancelado em 2015.

## Equipamentos
O PL-01 teria um sistema de extinção de incêndio instalado na torre e no casco, sistema de comunicação interna, sistema de proteção anti-projétil ativa, sistema de gerenciamento do campo de batalha, sistema de exaustão e ventilação, sistema de máscara termal e filtros de ar condicionado. A tripulação recebe assentos especiais para minimizar os efeitos físicos de explosões próximas. Além disso, o veículo poderia ser equipado com um sistema de navegação via satélite e um sistema de identificação de amigos.

## Versões
Além de seu papel de suporte a fogo direto, o veículo também poderia ser configurado como veículo de comando, veículo de remoção de minas ou para reparo de veículos blindados.